# Gypsochroa renitidaria
Gypsochroa renitidaria là một loài bướm đêm trong họ Geometridae.